# Ровт (община Доброва-Полхов Градец)
Вижте пояснителната страница за други значения на Ровт.
Ровт (на словенски: Rovt) е село в Словения, Средна Словения, община Доброва-Полхов Градец. Според Националната статистическа служба на Република Словения през 2002 г. селото има 59 жители.